# Weichsel Danziger Dampfschiffahrts- und Seebad-AG
Die Weichsel Danziger Dampfschiffahrts- und Seebad-AG war eine deutsche Reederei. 

## Geschichte
Die Reederei wurde am 22. August 1841 in Danzig von dem Kaufmann Alexander Gibsone und dem Schiffbaumeister Johann Wilhelm Klawitter als „Alex Gibsone & J. W. Klawitter“ gegründet. Grundstock waren die beiden 1841 auf Klawitters Werft und auf eigene Rechnung gebauten Seitenraddampfer Pfeil und Blitz. Die Firma wurde 1881 in eine Aktiengesellschaft umgewandelt und firmierte dann bis 1941 als „Weichsel Danziger Dampfschiffahrts- und Seebad-AG“, danach als „Weichsel Danziger Dampfschiffahrt-AG“. Die Firma betrieb die Schleppschifffahrt zwischen Danzig, dem Hafen Neufahrwasser und der Reede sowie die Schifffahrt auf der Weichsel. Sie war die größte Firma ihrer Art in Danzig und betrieb 1926 16 Passagierdampfer und neun Schlepper. Außerdem war die Reederei an der Schlepp- und Bergungs-GmbH in Riga beteiligt.
Der Sitz der Firma wurde 1951 nach Lübeck und im gleichen Jahr noch nach Kiel verlegt und umfirmiert in „Weichsel Dampfschiffahrt AG“, Kiel. 1959 ging die Firma auf die „A. H. Schwedersky Nachf. GmbH“ in Kiel über.
Die Reedereiflagge war weiß mit einem roten Streifen am oberen und unteren Rand. In der Mitte befand sich eine rote, runde oder ovale, Scheibe mit schwarzem W im Zentrum.